# Lys-Saint-Georges
Lys-Saint-Georges är en kommun i departementet Indre i regionen Centre-Val de Loire i de centrala delarna av Frankrike. Kommunen ligger i kantonen Neuvy-Saint-Sépulchre som tillhör arrondissementet La Châtre. År 2022 hade Lys-Saint-Georges 200 invånare.

## Befolkningsutveckling
Antalet invånare i kommunen Lys-Saint-Georges
Referens:INSEE